# Kaplica Najświętszej Maryi Panny Częstochowskiej w Wygiełdowie
Kaplica Najświętszej Maryi Panny Częstochowskiej – rzymskokatolicka kaplica filialna, położona w Wygiełdowie (gmina Praszka). Kaplica należy do parafii Świętej Rodziny w dekanacie Praszka, archidiecezji częstochowskiej.